# 下申豪森
下申豪森（德語：Niederschönhausen，德語發音：[ˈniːdɐˈʃøːnˌhaʊ̯zn̩] ⓘ）是德国柏林潘科区的一个下属区。